# کنارخوان‌ها
کنارخوان‌ها (نام علمی: Cantorchilus) نام یک سرده از تیره الیکایی است.